# Robert Puchovič
Robert Puchovič, Robert Puchowicz (ur. 30 kwietnia 1990 w Wilnie) – litewski deweloper budowlany i polityk polskiego pochodzenia, poseł na Sejm Republiki Litewskiej.

## Życiorys
W 2009 roku ukończył Gimnazjum im. Jana Pawła II w Wilnie. Następnie podjął studia na Wileńskim Uniwersytecie Technicznym im. Giedymina na kierunku zarządzanie działalnością gospodarczą, których jednak nie ukończył. Działalność zawodową rozpoczął w 2009 roku, od 2017 roku w branży deweloperskiej.
Związany z partią Świt Niemna od początków jej istnienia (koniec 2023 roku), był jej wiceprzewodniczącym oraz szefem sztabu w wyborach do Sejmu w 2024 roku, w których sam wystartował jako kandydat w okręgu Wyłkowyszki (nr 68). Uzyskał mandat poselski na podstawie liczby głosów w okręgach wielomandatowych.
Jest żonaty.